# فرودگاه صحرایی یمی‌یروی
فرودگاه صحرایی یَمی‌یَروی (به انگلیسی: Jämijärvi Airfield) (به زبان بومی: Jämijärven lentokenttä) یک فرودگاه است که یک باند فرود آسفالت دارد و طول باند آن ۸۳۰ متر است. این فرودگاه در کشور فنلاند قرار دارد و در ارتفاع ۱۵۴ متری از سطح دریا واقع شده‌است.